# سرگئی فیرسانوف
سرگئی فیرسانوف (روسی: Сергей Николаевич Фирсанов؛ زادهٔ ۳ ژوئیهٔ ۱۹۸۲) دوچرخه‌سوار اهل روسیه است.
از باشگاه‌هایی که در آن بازی کرده‌است می‌توان به گازپروم-روس‌ولو اشاره کرد.